# Jimmy Hoffa
James Riddle Hoffa, detto Jimmy (Brazil, 14 febbraio 1913 – ... scomparso a Bloomfield il 30 luglio 1975), è stato un sindacalista statunitense associato alla mafia italoamericana.
Fu presidente della International Brotherhood of Teamsters dal 1957 al 1971 e controverso protagonista delle lotte sindacali di quegli anni. La sua complicità con cosa nostra statunitense lo portò a una condanna per corruzione per la quale fu arrestato e finì in carcere. 
Hoffa è anche noto per la sua misteriosa scomparsa.

## Biografia

### Origini e formazione
Nacque a Brazil, nell'Indiana, ed era figlio di John (1882-1920), un minatore di carbone che morì di cancro ai polmoni quando Jimmy aveva solo 7 anni, e Viola (1890-1975). L'ascendenza degli Hoffa non è del tutto conosciuta; gli antenati paterni erano tedeschi, emigrati nella Pennsylvania verso l'inizio dell'Ottocento, membri della comunità Pennsylvania Dutch. Nel 1929 si trasferì a Lake Orion nel Michigan per lavorare in un negozio all'ingrosso e qui si fece presto notare come street fighter, impegnandosi contro gli altri gestori; questo fece di Hoffa un bersaglio della criminalità locale, tanto che un suo stesso garzone gli sparò, senza causargli però serie conseguenze. Cominciò a riorganizzare la sezione locale della International Brotherhood of Teamsters, occupandosi, insieme ad altri membri della IBT, di una vasta area nei pressi di Detroit, nel Michigan.
Hoffa utilizzò le proprie conoscenze nella malavita per creare un giro di racket tra negozi di generi alimentari; questo lo portò a subire la sua prima condanna, per la quale pagò solamente una multa. Nonostante ciò Hoffa continuò a trattare con la malavita a Detroit per i propri affari, sfruttando una compagnia di malfattori da lui controllati (Friedman e Schwarz). Nel 1933, a soli 20 anni, aiutò ad organizzare il primo sciopero degli swampers, i lavoratori che commercializzavano fragole.

### Le attività da sindacalista

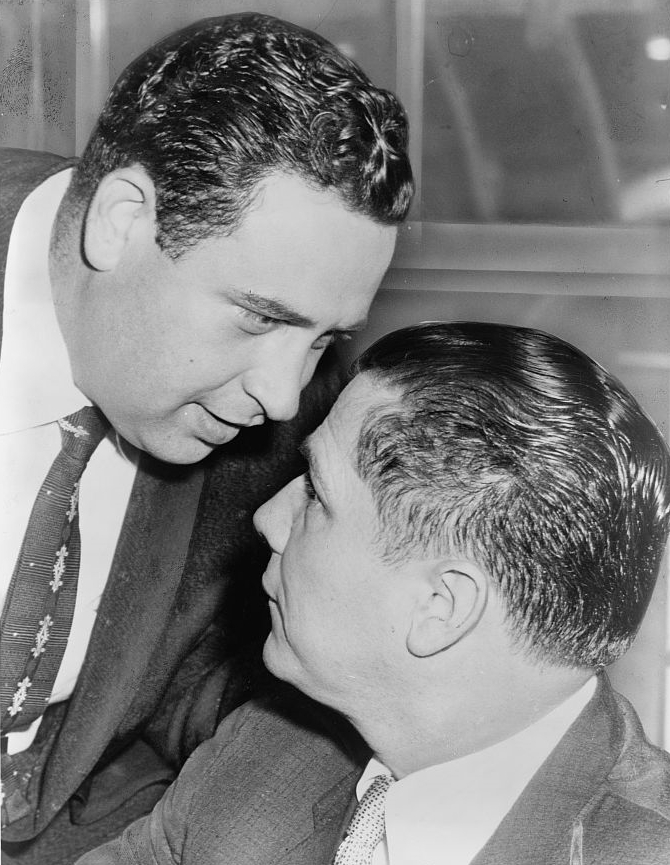
Bernard Spindel e Jimmy Hoffa nel 1957

Il sindacato degli autotrasportatori cominciò ad ampliarsi ai camionisti e pompieri, inizialmente in tutti gli stati del midwest e poi su tutto il territorio nazionale. Hoffa diventò presidente del sindacato nel 1957, quando il suo predecessore, Dave Beck (1894-1993), fu condannato per accuse di corruzione e imprigionato. Hoffa lavorò per espandere il potere decisionale del sindacato nella contea e, nel 1964, riuscì a portare a termine il progetto di unire i sindacati degli autotrasportatori del nord degli Stati Uniti in un unico comitato organizzativo.
Hoffa poi tentò di espanderlo ai lavoratori delle linee aeree e di altri mezzi di trasporto, ma il presidente Kennedy e il suo successore Johnson gli fecero entrambi pressione, così come Robert Kennedy, investigandone le attività e cercando di disgregare il potere del sindacato, che continuava a crescere, affinché ridimensionasse i propri affari. I Kennedy in particolare erano sicuri che Hoffa si fosse impossessato illecitamente di denaro proveniente dalle casse dell'associazione.

### La condanna e la sparizione
Nel 1964 Hoffa fu accusato di truffa ai danni dello stato e nel processo del 1967, fu condannato a 15 anni di carcere per aver corrotto la giuria. Il 23 dicembre 1971 fu graziato dall'allora presidente Nixon, a condizione che non partecipasse alle attività politiche per almeno 10 anni. Nonostante ciò gli fosse costata la carica di presidente del sindacato, iniziò comunque a progettare la propria riaffermazione. I suoi propositi furono però bruscamente interrotti dalla sua sparizione, avvenuta il 30 luglio 1975, mentre stava recandosi a una riunione con Anthony Provenzano e Anthony Giacalone (1919-2001). L'incontro era fissato per quel pomeriggio al ristorante Machus Red Fox di Bloomfield, un sobborgo di Detroit. Hoffa conosceva bene la zona, dato che nello stesso locale si era tenuto il ricevimento nuziale di suo figlio James. Hoffa scrisse le iniziali di Giacalone e l'ora dell'appuntamento sul suo calendario in ufficio: "TG—2 p.m.—Red Fox".
Lasciò casa sua in auto a bordo della sua Pontiac Grand Ville verde verso le 13:15. Prima di raggiungere il ristorante, si fermò all'ufficio dell'amico Louis Linteau (1914-1978), ex presidente della sezione 614 del sindacato degli autotrasportatori, che ora dirigeva un servizio noleggio di limousine. Linteau era fuori a pranzo quando Hoffa arrivò, così parlò con alcuni degli impiegati presenti e lasciò un messaggio per lui prima di andarsene. Tra le 14:15 e le 14:30 Hoffa telefonò alla moglie da un telefono pubblico dietro il Machus Red Fox, lamentandosi che Giacalone non si era presentato. La moglie gli riferì che nessuno si era fatto sentire per disdire l'appuntamento, e lui le disse che sarebbe ritornato a casa per le 16:00. 
Svariati testimoni affermarono di aver visto Hoffa in piedi accanto alla sua auto mentre aspettava nel parcheggio del ristorante. Due uomini videro Hoffa e lo riconobbero; si fermarono un momento per scambiare qualche parola con lui e stringergli la mano. Hoffa chiamò ancora Linteau, lamentandosi anche con lui del ritardo degli altri partecipanti alla riunione. Quest'ultimo dichiarò in seguito che la telefonata giunse alle 15:30, ma l'FBI sospetta fosse avvenuta prima, basandosi sul tabulato di altre chiamate giunte al suo ufficio stimando che fosse avvenuta in realtà tra le 14:45 e le 14:50. Un testimone affermò di aver visto più o meno alla stessa ora Hoffa seduto nel retro di una macchina "Lincoln o Mercury" che si allontanava con almeno altre tre persone. 
Da allora non si è mai più saputo nulla di lui e le successive indagini non hanno mai condotto ad alcuna pista certa su cosa possa essergli accaduto. 
Il 30 luglio 1982, a 7 anni dalla scomparsa, la corte suprema di Oakland, a seguito di un'azione giudiziaria iniziata il 9 dicembre precedente e voluta dai familiari, ne dichiara la morte presunta permettendo così alla famiglia di accedere ufficialmente alla sua eredità.

### Le ipotesi e le personalità coinvolte
I piani di Hoffa per riguadagnare la leadership del sindacato si scontrarono con l'opposizione da parte di vari membri della mafia, inclusi alcuni che sarebbero stati messi in correlazione con la sua sparizione. Secondo Dan E. Moldea (1950), Hoffa si difese dagli oppositori mafiosi collaborando con le autorità nelle indagini contro di loro, scatenando così la loro ira.
Uno di questi era Provenzano, che era stato un leader sindacale locale a Union City in New Jersey e vice-presidente del sindacato nazionale durante il secondo mandato di Hoffa come presidente. Provenzano era stato amico di Hoffa un tempo, ma ora lo odiava a seguito di una lite avvenuta quando entrambi erano in carcere a Lewisburg in Pennsylvania negli anni sessanta. Nel 1973 e 1974, Hoffa gli chiese il suo supporto per riconquistare la sua posizione, ma Provenzano rifiutò e lo minacciò invece di "strappargli le budella e di rapire sua nipote". Provenzano era un capo area mafioso a New York, membro della famiglia Genovese. Almeno due degli oppositori politici di Provenzano erano stati assassinati, mentre altri erano stati aggrediti.
Altro mafioso coinvolto fu Vito Giacalone (1923-2012), fratello di Anthony, noto boss di Detroit. L'FBI crede che fosse un "mediatore" tra Hoffa e Provenzano. 
Nel 1963 si pensò che fosse implicato nelle mai chiarite circostanze della morte di Marilyn Monroe per via del suo astio con i Kennedy ma non furono mai raccolte prove concrete contro di lui. 
Tra il 1964 e il 1966, Hoffa figurò anche tra i sospettati dalla Commissione Warren nell'assassinio del presidente Kennedy tra le varie teorie che vedevano un complotto dietro l'omicidio senza però che alcuna prova fosse mai stata raccolta contro di lui. L'episodio gli provocò malumori all'interno del sindacato e da parte di alcuni esponenti politici sia democratici che repubblicani.

### Le perquisizioni dell'FBI nel 2003 e gli ultimi sviluppi
Nel 2003 l'FBI ispezionò il cortile posteriore di una casa del distretto amministrativo di Hampton, frequentato da Frank Sheeran, mafioso e amico di Hoffa, senza trovar nulla. Sheeran disse comunque di aver usato la sua amicizia con Hoffa per farlo cadere in una trappola a una riunione a Bloomfield Hills, portandolo in una casa non identificata di Detroit, dove gli sparò due volte prima di fuggire e lasciando il corpo nel cortile della  stessa. 
Per lungo tempo si è pensato che il corpo di Hoffa fosse stato sepolto nelle fondamenta del Giants Stadium, all'epoca della scomparsa ancora in costruzione. Tuttavia, nonostante i periodici scavi effettuati non è stata ritrovata alcuna traccia. Nel 2010 lo stadio fu demolito per fare spazio ad uno più grande ma anche in quell'occasione non furono trovati alcun tipo di resti umani. 
Nel 2020 il figlio di un ex impiegato di una discarica nel New Jersey, riferì alla stampa che suo padre in punto di morte gli aveva rivelato che proprio nelle settimane successive alla sparizione di Hoffa, alcuni sovraintendenti gli avevano ordinato di seppellire il corpo sfigurato di un uomo di corporatura ed altezza simili a Hoffa nella discarica. La testimonianza è stata raccolta dall'FBI che però, nonostante le indagini, non è riuscita a ritrovare alcun corpo o resti di esso che possano essere identificati e la vicenda rimane tuttora avvolta nel mistero. 

## Vita privata
Hoffa era sposato dal 1936 con Josephine "Jo" Poszywak (1918-1980) e aveva due figli: Barbara (1938) e James.

## Curiosità
- Nel film Il mio amico scongelato, durante il ritrovamento del blocco di ghiaccio in giardino in cui c'è il corpo del cavernicolo, i protagonisti scherzano dicendo di aver ritrovato il cadavere di Hoffa.
- Nel film comico Una pallottola spuntata 33⅓ - L'insulto finale nello schedario di una clinica privata c'è un fascicolo con la scritta "Location of Jimmy Hoffa's Body" (Ubicazione del corpo di Jimmy Hoffa).
- Nel film Una settimana da Dio viene inscenato il ritrovamento del cadavere di Hoffa.
- Nel quarto episodio della sesta stagione della serie I Soprano, in una sala operatoria il chirurgo crea un momento di tensione mentre sta operando Tony Soprano per poi fare la battuta "ho appena trovato Jimmy Hoffa" (intendendo che fosse nell'enorme pancia del personaggio).

## Nella cultura di massa
La storia di Jimmy Hoffa viene narrata in diversi film:
- F.I.S.T., regia di Norman Jewison (1978) - Sylvester Stallone interpreta Johnny Kovak, chiaramente ispirato alla vita di Hoffa.
- C'era una volta in America, regia di Sergio Leone (1984) - il personaggio del sindacalista James Conway O'Donnell, interpretato da Treat Williams, è ispirato a Hoffa.
- Hoffa - Santo o mafioso?, regia di Danny DeVito (1992) - interpretato da Jack Nicholson.
- The Irishman, regia di Martin Scorsese (2019) - interpretato da Al Pacino.